# Alsheim
Alsheim település Németországban, Rajna-vidék-Pfalz tartományban. Lakosainak száma 2834 fő (2023. december 31.).

## Népesség
A település népességének változása:
| Lakosok száma | 2485 | 2783 | 2820 | 2892 | 2910 | 2834 |
|               | 1975 | 2017 | 2019 | 2021 | 2022 | 2023 |